# John Maas
Joannes Frederik Gerardus Arnoldus Maria (John) Maas (Haarlem, 15 februari 1938 – Wassenaar, 11 april 2005) was van 1991 tot en met 1995 inspecteur-generaal der Krijgsmacht.
Daarvoor was hij onder andere commandant van de 5de Groep Geleide Wapens in Duitsland en directeur-personeel Koninklijke Luchtmacht.
Later was luitenant-generaal b.d. van de Koninklijke Luchtmacht J.F.G.A.M. Maas nog tot 1 november 2001 adjudant-generaal van de koningin en chef van het Militaire Huis van H.M. de Koningin.
Sinds 1 juni 2003 was hij lid van het Nationaal Comité 4 en 5 mei.
Daarnaast had hij nog enkele functies zoals:
- lid Raad van advies van de Stichting Nederland - Verenigde Staten
- voorzitter Stichting Nationaal Comité Herdenking Capitulaties 1945 Wageningen (NCHC). Het NCHC is verantwoordelijk voor de jaarlijkse herdenking van de capitulatie in 1945 (zie hotel De Wereld in Wageningen) waaronder tot en met 2004 het defilé met prins Bernhard.
- lid van het Comité Nederlandse Veteranendag (Inspecteur der Veteranen)

De Spaanse koning benoemde hem tot Grootkruis in de Orde van Isabella de Katholieke.
In 2005 overleed hij op 67-jarige leeftijd.

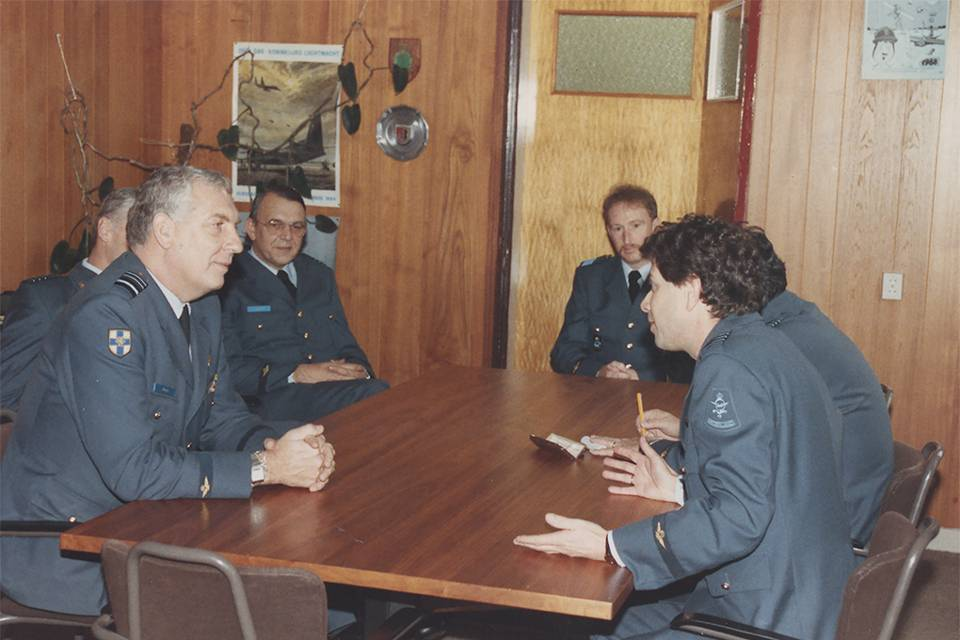
Luitenant-generaal John Maas (links) als IGK in gesprek met een militair van de KLu op vliegbasis Soesterberg, 1991.
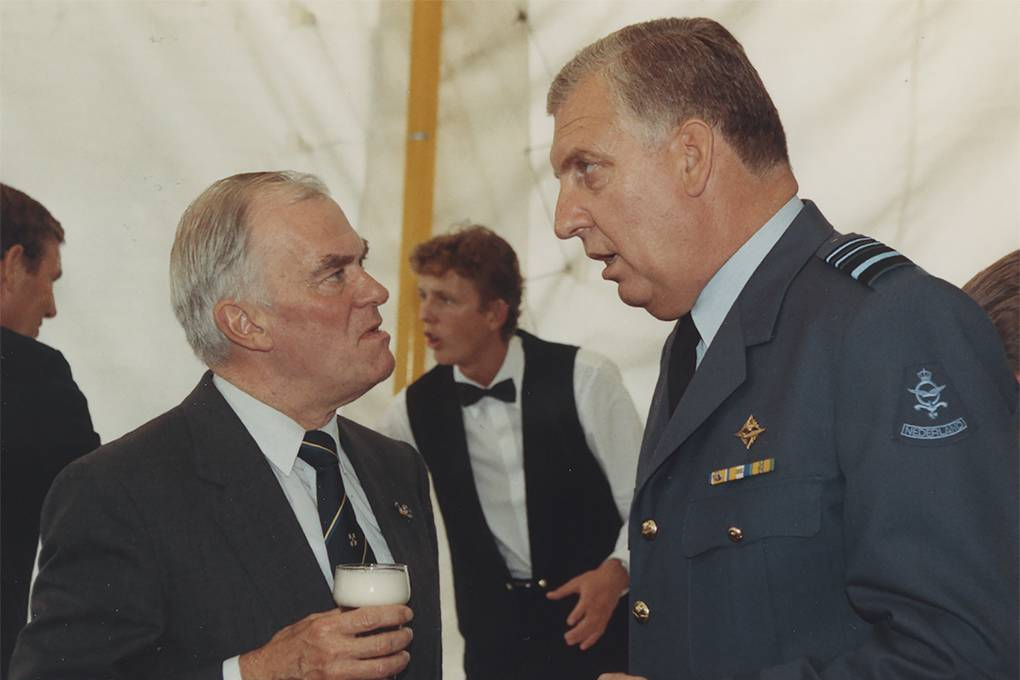
John Maas (rechts) tijdens een diesviering in 1991.